# سکویا کپیتال
سکویا کپیتال (انگلیسی: Sequoia Capital) شرکت سرمایه‌گذاری آمریکایی است، که در زمینه ارائه خدمات مدیریت دارایی، مبادلات سهام و مدیریت سرمایه‌گذاری‌های ریسک‌دار فعالیت می‌کند.
شرکت سکویا در سال ۱۹۷۲ توسط دون ولنتاین تأسیس شد و در دهه ۱۹۹۰ داگ لئون و مایکل موریتس نیز به این مجموعه پیوستند. شرکت سکویا کپیتال هم‌اکنون دارای سرمایه‌گذاری در شرکت‌هایی چون؛ اپل، اوراکل، گوگل، انویدیا، لینکدین، اینستاگرام، واتس‌اپ، یوتیوب، یاهو! و پی‌پل می‌باشد. شرکت کارگزاری رابین‌هود مارکتس از زیرمجموعه‌های سکویا کپیتال محسوب می‌شود. دفتر مرکزی این شرکت در شهر منلو پارک، کالیفرنیا قرار دارد و دفاتر عملیاتی آن در کشورهای چین، هند و اسرائیل مستقر می‌باشد.